# Тошо Пейков
Тошо Костадинов Пейков е български политик, народен представител от парламентарната група НДСВ в XXXIX Народно събрание, деец на Движението за национално възраждане "Оборище", а преди това на Съюза на демократичните сили.  

## Биография
Роден е на 17 януари 1951 г. в с. Слатина, Ловешко. Завършва езиковата гимназия в Ловеч. След отбиването на военната служба постъпва в строителна школа, а по-късно работи няколко години като зидар и бетонджия в Съветския съюз. След завръщането си в България завършва ВИНС - Варна, специалност "Организация и управление на икономиката". Работи като галванотехник, диспечер в ДАП, снабдител, началник бюро за научна организация на труда, търговски директор в мебелния завод в Ловеч. Занимава се с лека атлетика и алпинизъм. Изкачва високи върхове в Алпите, Андите, Кавказ и Памир. Женен, с две деца. Съпругата му д-р Галина Йочева е един от лидерите на "първото СДС" в Ловеч.
Политическа дейност
През 1990 година е един от най-радикалните местни активисти на Съюза на демократичните сили. Радикализмът го свързва с Янко Янков (учен), с когото е сподвижник в партия "Либерален конгрес".
На учредителния събор на Движението за национално възраждане "Оборище" през юни 2000 г. е избран за негов главен секретар. Тази организация е една от двете, чиято регистрация Симеон ІІ използва за участие на НДСВ в парламентарните избори през 2001 г. Пейков става депутат в 39-ото народно събрание с листата на тази коалиция. Участва в няколко парламентарни комисии през периода 2001-2005 г. Ръководител е на българската делегация в ПА на ОССЕ. Председател  на  групата  за  приятелство с Португалия.
През 2005 г. участва в парламентарните избори с листата на НДСВ, но не успява да спечели депутатско място. През същата година е преизбран за главен секретар на ДНВ "Оборище".
Носител на златен почетен знак на Министерството на външните работи.
Назначен е за изпълнителен директор на Националния дарителски фонд „13 века България“.
Други дейности
Инициатор на идеята повече български обекти да бъдат включени в списъка на ЮНЕСКО, за което  започва кампания след 2005 г.
Историято на християнството по българските земи и българският принос към световното наследство са основни теми на фотоизложбата "България в блясък", на филми, на мултимедийни дискове, албуми и книги (за Рилския манастир, за 100-годишнината на храма "Св. Александър Невски" и др.).  Експозицията е била на 35 места по света и у нас.

## Книги (частично)
Пейков издава редица книги и албуми, сред които:
- Рилският манастир (стенописи, икони, хоругви, зографи)
- Патриаршеската катедрала „Св. Александър Невски“
- Цялото царско войнство и републиканците на Негово Величество в Тридесет и деветото народно събрание. Част I
- Цялото царско войнство.... Част 2
- Свирепа арена или цирк [Полит. живот в България 1989-1993 г.]
- Епопея за български опълченци. Исторически фото-албум
- Кратка история на Сръбско-българската война
- България в блясък. Владетели, дворци и дейци на Третото Българско Царство
- Александър I. Князът на Нова България. Исторически фотоалбум